# Plagiocrossa picrodora
Plagiocrossa picrodora är en fjärilsart som beskrevs av Edward Meyrick 1913. Plagiocrossa picrodora ingår i släktet Plagiocrossa och familjen Lecithoceridae. Inga underarter finns listade i Catalogue of Life.